# 高松地域 (岡山市)
高松地域（たかまつちいき）は、岡山県岡山市北区にある広域地区である。
高松地域センター（旧 高松支所）の管轄する地域。かつての吉備郡高松町（たかまつちょう）に相当する。1971年1月8日に岡山市に編入された。

## 概要
岡山市中心部から西へ約12kmの所に位置する農村地帯であり、近年はベッドタウン化が進んでいる。中央部は平坦地が広がっており、北東部と南西部は丘陵地である。西部を足守川が貫流し、下流で笹ヶ瀬川と合流して児島湖へ注いでいる。
岡山県の観光エリアである吉備路に属し、日本三大稲荷の一つであり初詣には岡山県下最大の参拝客が訪れる最上稲荷、羽柴秀吉の水攻めの舞台となった備中高松城址、前方後円墳としては日本で4番目に大きい造山古墳、桃太郎のモデルと言われる吉備津彦命を祀る吉備津神社（本殿・拝殿は国宝）など史跡が多い。

## 地域
高松地域は岡山市北区役所高松地域センター管内の以下の大字が該当する。
高松 高松稲荷 高松田中 高松原古才 大崎 平山 和井元 立田 吉備津 下土田 門前 小山 三手 高塚 福崎 加茂 津寺 新庄上 新庄下 惣爪

## 沿革
- 1991年（平成3年）3月16日 岡山ジャンクションおよび岡山総社インターチェンジが供用開始。
- 2003年（平成15年）5月6日 岡山市役所高松支所（後の高松地域センター）が旧町役場からJA岡山高松支所 Aコープ「味彩館」2階に移転。
- 2009年（平成21年）4月1日 岡山市が政令指定都市に移行し、高松地区の行政区は北区となる。
- 2017年（平成29年）5月 岡山市北区役所高松地域センターが現在地（旧高松町役場→高松支所→高松ふれあいプラザ跡地）に新築移転。

## 教育
- 岡山市立鯉山小学校
- 岡山市立加茂小学校
- 岡山市立庄内小学校
- 岡山市立高松中学校
- 岡山県立高松農業高等学校

## 交通
鉄道
- JR桃太郎線（吉備線） 吉備津駅・備中高松駅・足守駅

### 道路
- 高速道路
  - 山陽自動車道 岡山JCT
  - 岡山自動車道 岡山総社IC
- 一般国道
  - 国道180号（総社・一宮バイパス）
  - 国道429号
- 県道
  - 岡山県道73号箕島高松線
  - 岡山県道241号長野高松線
  - 岡山県道245号真金吉備線
  - 岡山県道270号清音真金線
  - 岡山県道389号吉備津松島線
  - 岡山県道701号岡山賀陽自転車道線

## 名所・旧跡・観光スポット・祭事・催事
- 最上稲荷
- 造山古墳
- 備中高松城址
- 吉備津神社
- 矢喰宮天神社